# نات بيرين
نات بيرين (بالإنجليزية: Nat Perrin)‏ هو كاتب سيناريو أمريكي، ولد في 15 مارس 1905 في ذا برونكس في الولايات المتحدة، وتوفي في 9 مايو 1998 في لوس أنجلوس في الولايات المتحدة.

## وصلات خارجية
- نات بيرين على موقع IMDb (الإنجليزية)
- نات بيرين على موقع ألو سيني (الفرنسية)
- نات بيرين على موقع أول موفي (الإنجليزية)
- نات بيرين على موقع قاعدة بيانات الأفلام السويدية (السويدية)
- نات بيرين على موقع قاعدة بيانات الفيلم (الإنجليزية)
- نات بيرين على موقع كينوبويسك (الروسية)